# Gemeinsamer orthodox-katholischer Arbeitskreis St. Irenäus
Der Gemeinsame orthodox-katholische Arbeitskreis St. Irenäus (englisch Saint Irenaeus Joint Orthodox-Catholic Working Group), kurz Irenäus-Arbeitskreis, ist ein internationaler Zusammenschluss von orthodoxen und römisch-katholischen Theologen, der sich vor allem mit ekklesiologischen Fragestellungen beschäftigt. Er wurde 2004 in Paderborn gegründet und ist nach dem heiligen Irenäus von Lyon benannt.

## Mitglieder
Dem Arbeitskreis gehören 13 orthodoxe und 13 katholische Theologen an, die aus mehreren europäischen Ländern, dem Nahen Osten sowie Nord- und Südamerika kommen. Ähnlich wie der Ökumenische Arbeitskreis evangelischer und katholischer Theologen handelt es sich nicht um ein offizielles Gremium der Kirchen, sondern um eine Initiative von Fachleuten, die allerdings im Austausch mit ihren Kirchen stehen. Die Gruppe bestimmt ihre Mitglieder im Konsens aller Angehörigen des Arbeitskreises und auch nur dann, wenn jemand ausgeschieden ist; die Zahl bleibt also fest. Der Arbeitskreis wird von einem katholischen und einem orthodoxen Bischof geleitet; momentan sind das Bischof Gerhard Feige aus Magdeburg (seit 2004) und Metropolit Serafim (Joantă) (seit 2018).

## Geschichte
Der Irenäus-Arbeitskreis wurde 2004 in Paderborn auf Initiative des Johann-Adam-Möhler-Instituts sowie einiger Orthodoxie-Spezialisten gegründet. Hintergrund war die Stagnation des offiziellen Dialogs zwischen beiden Kirchen, dem durch die Bemühungen des Arbeitskreises neue Impulse verliehen werden sollten. In Paderborn fand 2004 auch die erste Jahrestagung statt. Seither trifft sich der Arbeitskreis jährlich zu Tagungen, deren Ergebnisse anschließend in einem Kommuniqué veröffentlicht werden. 2018 erschien eine Studie mit dem Titel Im Dienst an der Gemeinschaft. Das Verhältnis von Primat und Synodalität neu denken.

## Jahrestagungen und Kommuniqués
2004 – Paderborn, Deutschland
2005 – Athen, Griechenland
2006 – Chevetogne, Belgien
2007 – Belgrad/Velika Plana, Serbien
2008 – Wien, Österreich
2009 – Kiev, Ukraine
2010 – Magdeburg, Deutschland
2011 – St. Petersburg, Russland
2012 – Bose, Italien
2013 – Thessaloniki, Griechenland
2014 – Rabat, Malta
2015 – Chalki, Türkei
2016 – Taizé, Frankreich
2017 – Caraiman, Rumänien
2018 – Graz, Österreich
2019 – Trebinje, Bosnien und Herzegowina
2020 – keine Jahrestagung wegen Pandemie
2021 – Rom, Italien
2022 – Cluj-Napoca, Rumänien
2023 – Balamand, Libanon
2024 – Paderborn, Deutschland

## Aufgaben und Ziele des Arbeitskreises
Die Förderung des theologischen Dialogs zwischen der katholischen und der orthodoxen Kirche steht für den Arbeitskreis im Vordergrund. Als Ziele ihrer Arbeit haben die Mitglieder bei der Gründung des Arbeitskreises 2004 formuliert:
1.	einen Raum für den inoffiziellen Meinungsaustausch und die freie und offene Diskussion der bestehenden Probleme bieten zu wollen;
2.	die gegenwärtige Situation in den orthodox-katholischen Beziehungen reflektieren zu wollen und eventuell Lösungsvorschläge zu unterbreiten; 

3.	ihre Kirchen daran zu erinnern, dass die gegenwärtigen Hindernisse nur überwunden werden können, wenn der Dialog fortgesetzt wird. 

Der Arbeitskreis beschäftigt sich hauptsächlich mit ekklesiologischen Fragestellungen. Hier steht die wichtige Frage des Verhältnisses von Ortskirche und Universalkirche in der orthodoxen und katholischen Ekklesiologie im Vordergrund. Zudem behandelt der Arbeitskreis die Primatspraxis und das Primatsverständnis in der Geschichte der orthodoxen und der katholischen Kirche und in der heutigen Praxis. Die Arbeit zum Themenkreis Synodalität und Primat ist in der Studie von 2018 zusammengefasst und veröffentlicht worden.
Seither, also ab der Tagung 2019 in Trebinje, ist das Thema „Einheit und Schisma“ in den Fokus gerückt. Bei den Tagungen werden auch aktuelle Themen und Probleme der zwischenkirchlichen Beziehungen besprochen.